# Jacques Peirotes

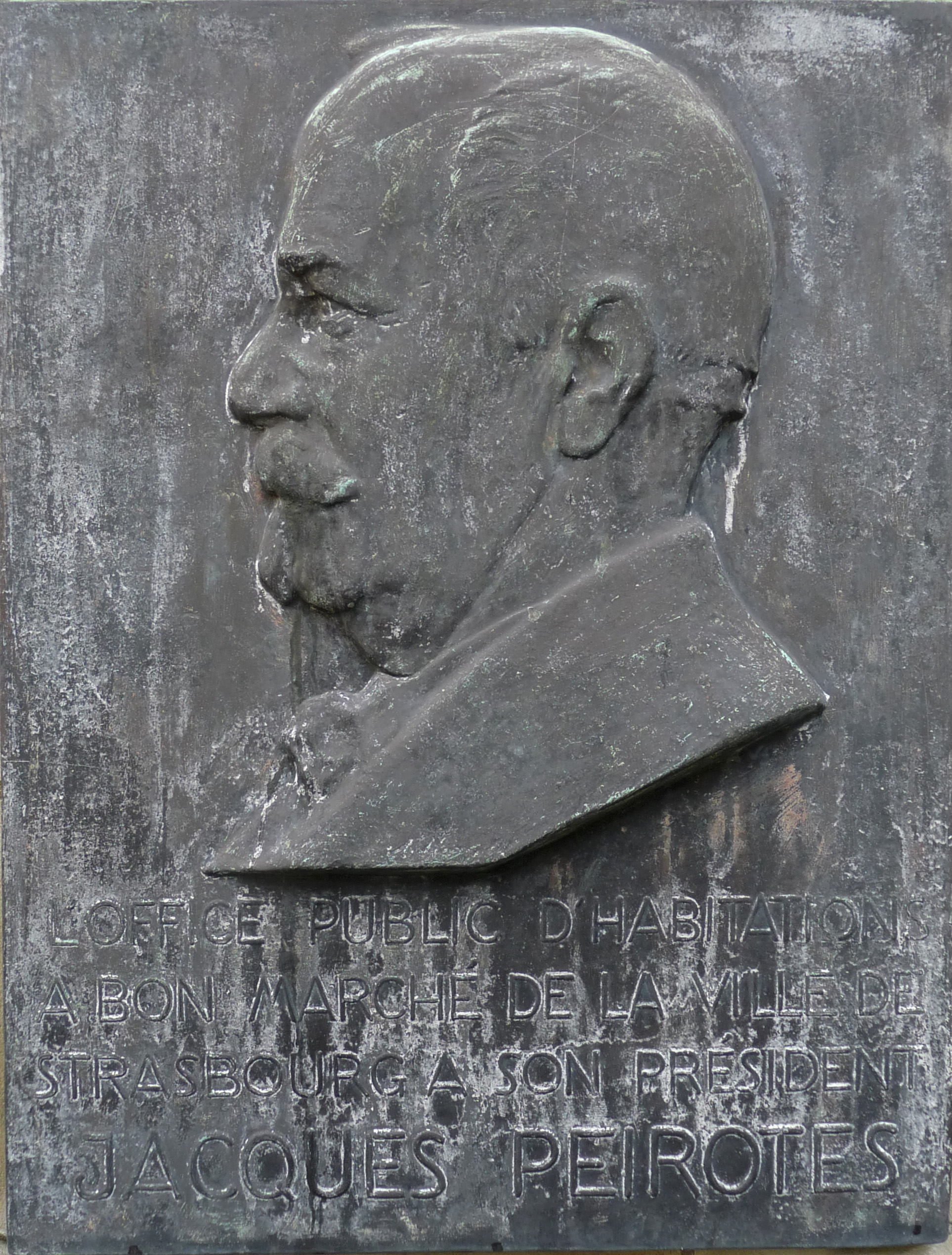
Jacques Peirotes

Jacques Peirotes (ur. 11 września 1869 w Strasburgu, zm. 4 września 1935) – francuski polityk okresu III Republiki, pierwszy mer Strasburga po I wojnie światowej, pełnił ten urząd w latach 1919–1929.

## Życiorys
Jego ojciec był cieślą w zakładach kolejowych w Graffenstaden, zaś Jacques, zanim zajął się polityką, uczył się zawodu typografa. Od 1900 roku był redaktorem Freie Presse, organu strasburskiej Socjaldemokratycznej Partii Niemiec, do której dołączył w 1895 roku.
W 1902 roku stał się radnym Strasburga, w latach 1911–8 był deputowanym do Landtagu prowincji Alzacja-Lotaryngia, w 1912 roku został wybrany z Colmar do Reichstagu.
Po wybuchu I wojny światowej został zesłany do Hanoweru z zakazem powrotu do Alzacji. Pod koniec wojny, w obliczu niemieckiej rewolucji powrócił do rodzinnego regionu, gdzie znalazł się we władzach Strasburga. Po proklamowaniu przez tłum Alzackiej Republiki Rad wezwał wojska francuskie do obsadzenia regionu i obrony go przed anarchizmem.
W 1919 roku wybrany pierwszym od wojny 1870 roku francuskim merem Strasburga, ponownie wybrany w 1925 roku, przegrał w 1929 roku wybory z Francuską Partią Komunistyczną.